# Kazimierz Łapczyński

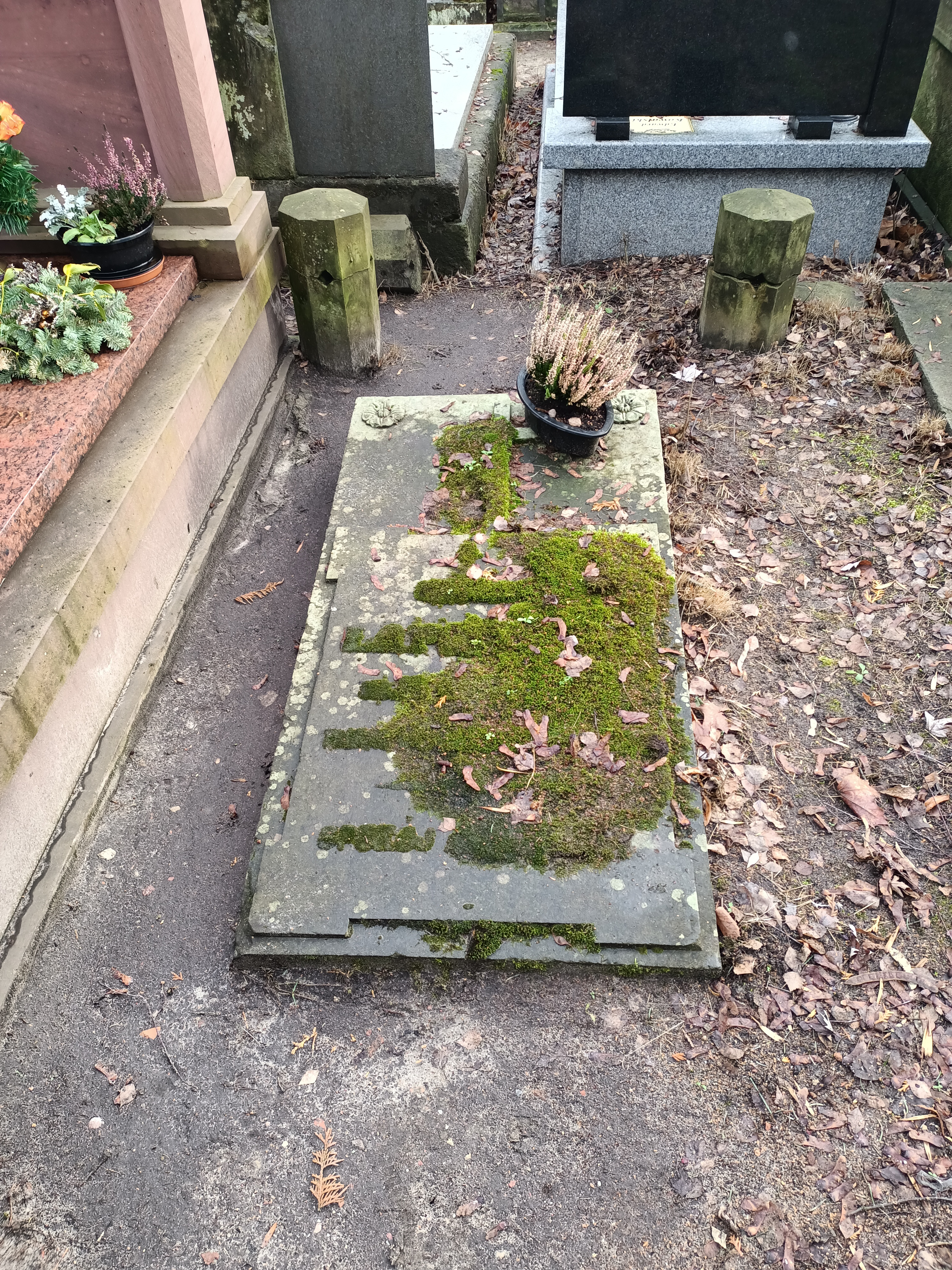
Grób Kazimierza Łapczyńskiego na cmentarzu Powązkowskim

Kazimierz Łapczyński ur. 16 marca 1823 w Kupiszkiach, zm. 14 grudnia 1892 w Warszawie) – polski inżynier, etnograf i botanik.

## Życiorys
Łapczyński urodził się w rodzinie ziemiańskiej. Ojciec był dzierżawcą majątku w województwie lubelskim. Uczył się w szkole pijarów w Opolu Lubelskim, potem w Gimnazjum im. Zamojskich w Szczebrzeszynie. W 1840 roku wyjechał do Warszawy, gdzie ukończył kursy dodatkowe i zdał egzamin uzyskując tytuł inżyniera. W 1841 roku został przyjęty na bezpłatną aplikację w Dyrekcji Komunikacji Lądowych i Wodnych, a w 1843 roku został zatrudniony w biurze rysunkowym. Ponieważ działał w konspiracji w 1846 roku został aresztowany i skazany na odbycie służby wojskowej na Kaukazie. Tam po zdaniu egzaminu został oficerem inżynierii wojskowej. Przebywał tam do 1857 roku, gdy z powodu choroby został zwolniony ze służby i wrócił do Warszawy. W 1868 roku zatrudnił się w administracji Kolei Terespolskiej, gdzie pracował przez 13 lat. W 1881 roku przeszedł na emeryturę.
Interesował się botaniką. Po przejściu na emeryturę opublikował około 21 artykułów na ten temat, głównie w Pamiętniku Fizjograficznym. W 1894 roku wydał książkę Flora Litwy w Panu Tadeuszu.  
Jego Baśń tciirzańska o królu wężów. Wedle opowiadania górali szczawnickich została opublikowana w 1867 roku w tygodniku Kłosy, a przedrukowana w 1905 roku w Pamietniku Towarzystwa Tatrzańskiego została wykorzystana przez Jana Kasprowicza i Kazimierza Przerwę-Tetmajera. W 1863 roku opublikował  w Bibliotece Warszawskiej tłumaczenie znanego gruzińskiego poematu Rycerz w tygrysiej skórze. Nadał mu polski tytuł Skóra tygrysia. Poemat georgiański XII wieku. Po części w tłumaczeniu, po części w streszczeniu, podał Kazimierz Łapczyński. W latach 1865–1868 opublikował trzy szkice o Kaukazie: Watanga, Z Tyflisu pod Ararat i Przejazd przez szczyty Kaukazu. Napisał również dwie książki o historii Gruzji Historia Georgii i Tamara królowa Georgii, które jednak nie znalazły wydawcy, a rękopisy po jego śmierci zaginęły. 
Spoczywa na cmentarzu Powązkowskim w Warszawie (Kwatera 45-6-18).